# Proteuxoa tortisigna
Proteuxoa tortisigna là một loài bướm đêm thuộc họ Noctuidae. Nó được tìm thấy ở Lãnh thổ Thủ đô Úc, New South Wales, Queensland, Tasmania và Victoria
Sải cánh dài khoảng 30 mm.
Ấu trùng ăn các loài Poaceae, Pelargonium x zonale và Narcissus pseudonarcissus.

## Hình ảnh

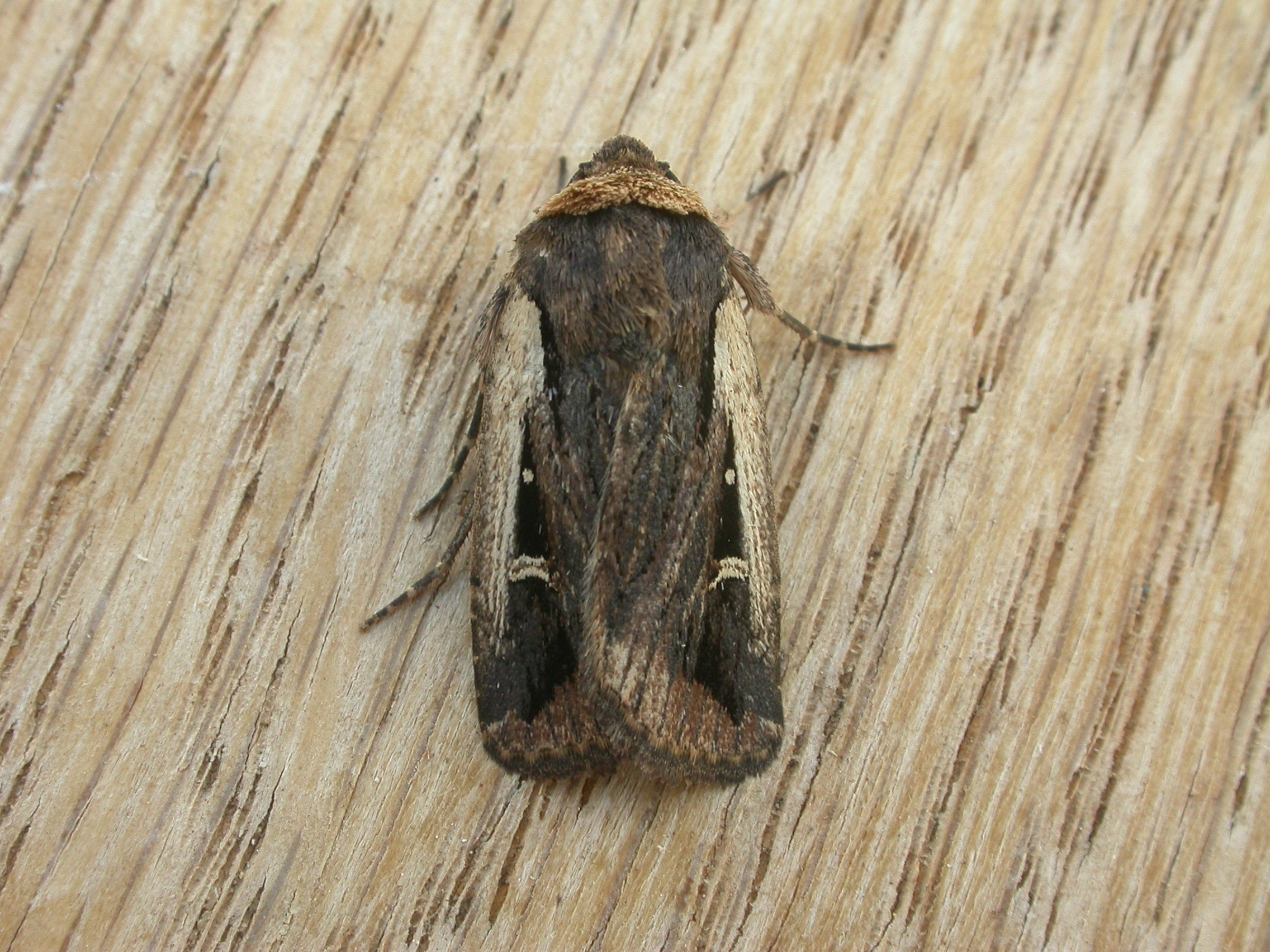
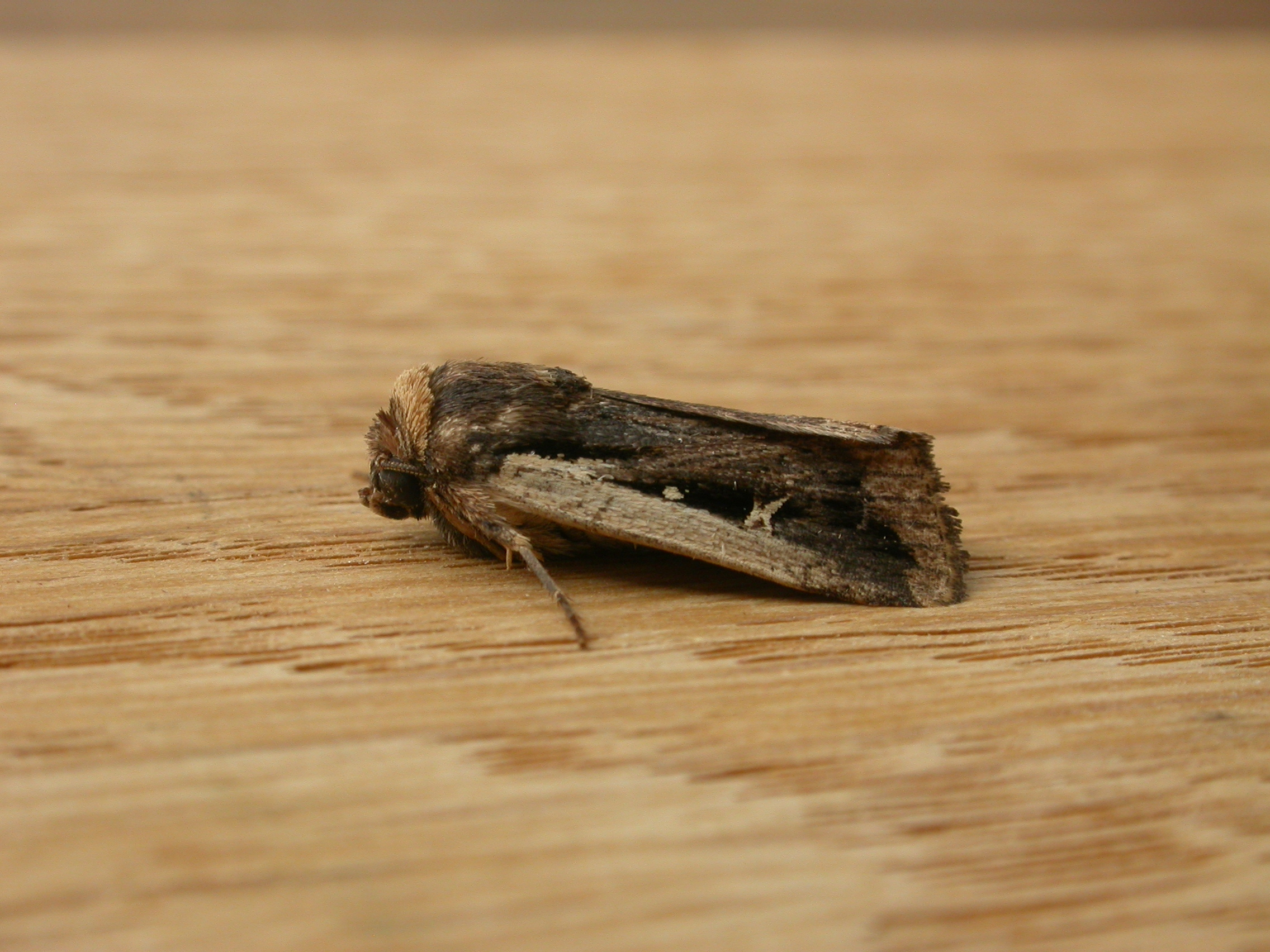